# François-Joseph Kinson
François-Joseph Kinson ou Qinson, né le 29 janvier 1770 à Bruges où il est mort le 18 octobre 1839, est un peintre belge.

## Biographie
Après avoir fait ses études à l'académie de Bruges, Kinson établit sa réputation à Gand et Bruxelles.
S'établissant après 1794 à Paris, il participa en 1799 à l'exposition annuelle à Paris, et devint un artiste recherché par les riches et puissants de l’époque. Il travailla pour les cours de Napoléon et de Jérôme Bonaparte, roi de Westphalie, qu’il suivit jusqu’à sa cour de Cassel. Il fut médaillé par l’Empereur en 1808.
Revenu de Cassel en 1813, il travailla à nouveau à Paris, peignant, entre autres, des nobles russes et le duc d’Angoulême. Il est surtout connu pour ses portraits de femmes élégantes, par exemple celui de Catherine de Wurtemberg, reine de Westphalie, exposé au musée Marmottan Monet. Il travailla comme peintre de la cour à Paris jusque vers 1835. En 1828, il forme son compatriote le peintre Jean Jacques De Langhe. Il mourut à Bruges, lors d'une visite qu'il y faisait à ses deux sœurs.
Le musée de Versailles possède plusieurs portraits par Kinson. À Versailles, notamment dans la salle des Maréchaux, figure le Portrait de Bernadotte (en pied). Le prince de Porte-Corvo semble au milieu de l’action, ses traits ont une sévérité qui démontre un caractère énergique, il donne des ordres à des soldats placés à l’arrière-plan. Un peu plus loin, dans une salle voisine, Kinson représente le général Leclerc, dans son riche costume de général en chef du temps du Directoire, au milieu d’un paysage de Saint-Domingue. On voit, au loin, un combat de cavalerie entre Français et Haïtiens. Ce portrait de Leclerc, très curieux quant aux détails parfaits d’exécution, est remarquable non moins par la beauté de l’ensemble que par la finesse du modelé.

« Il est remarquable par son goût gracieux n’excluant pas une certaine naïveté, un coloris moelleux et brillant. Ses ressemblances sont parfaites, prises sur le vif, et son exécution fort nette. Les accessoires en sont extrêmement soignés et donnent à l’ensemble un charme qui séduit . »

## Œuvres (sélection)
- Portrait de jeune femme au chapeau à plume blanche et Portrait d'homme à la veste noire, huiles sur toile, 65 × 54 cm, Collection privée, Vente Piasa 2003[4]
- Femme dessinant un buste ;
- Femme jouant de la lyre ;
- La Citoyenne Candeille appuyée sur sa harpe ;
- M. Bonaffé ;
- La Duchesse de Poix ;
- Le Prince et la princesse Borghese, en pied ;
- Le Marquis de Nadaillac ;
- Le Général Leclerc ;
- Le Ministre de la guerre en 1806 ;
- Le Roi d’Espagne Joseph ;
- L’Impératrice Joséphine ;
- M. de Tiry, sénateur ;
- Le Duc d’Angoulême, Bordeaux ;
- La Duchesse de Berri ;
- Le Prince de Hohenlohe ;
- Le Roi et la reine de Westphalie ; Portraits exécutés à Cassel.
- Portrait de femme en robe de velours rouge ;
- Le Ministre Dejean ;
- Le Prince et la princesse d’Orange ;
- La Mort de la femme de Bélisaire, v. 1817.
- Jeune fille effrayée par un orage, salon de 1834, musée des beaux-arts de Blois.
- Portrait d'Aglaé Blénart, née Pilté-Desjardin, et de son neveu Paul Pilté, 1838, huile sur toile, 117 x 89,5 cm , musée des Beaux-Arts d'Orléans[5] .

## Galerie

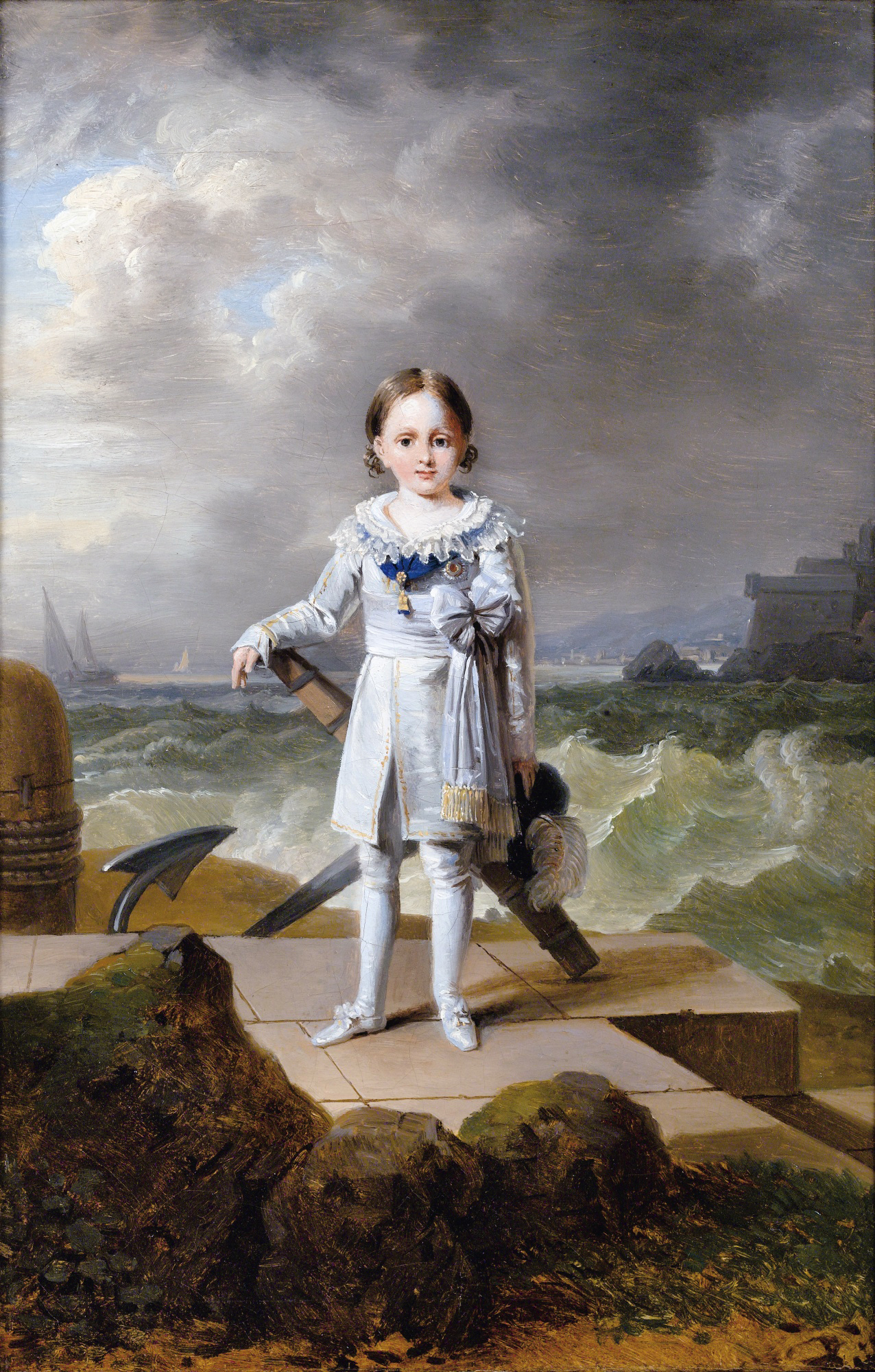
Napoléon-Louis Bonaparte.
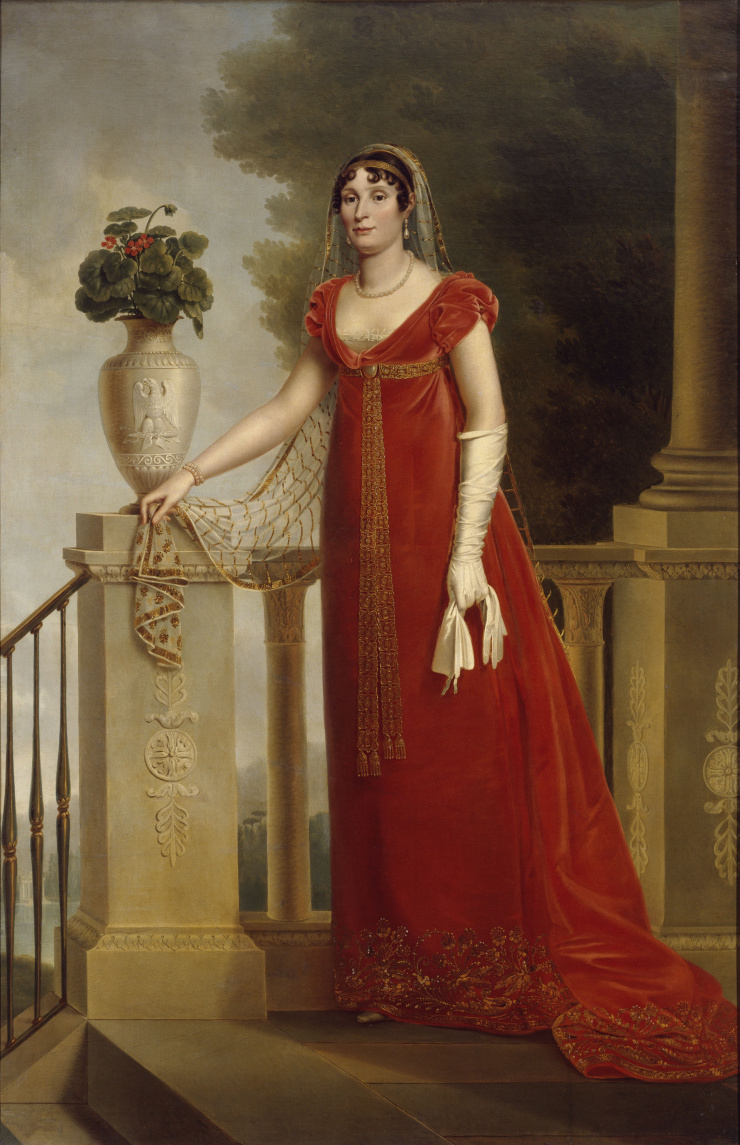
Élisa Bonaparte; musée national du château de Fontainebleau.
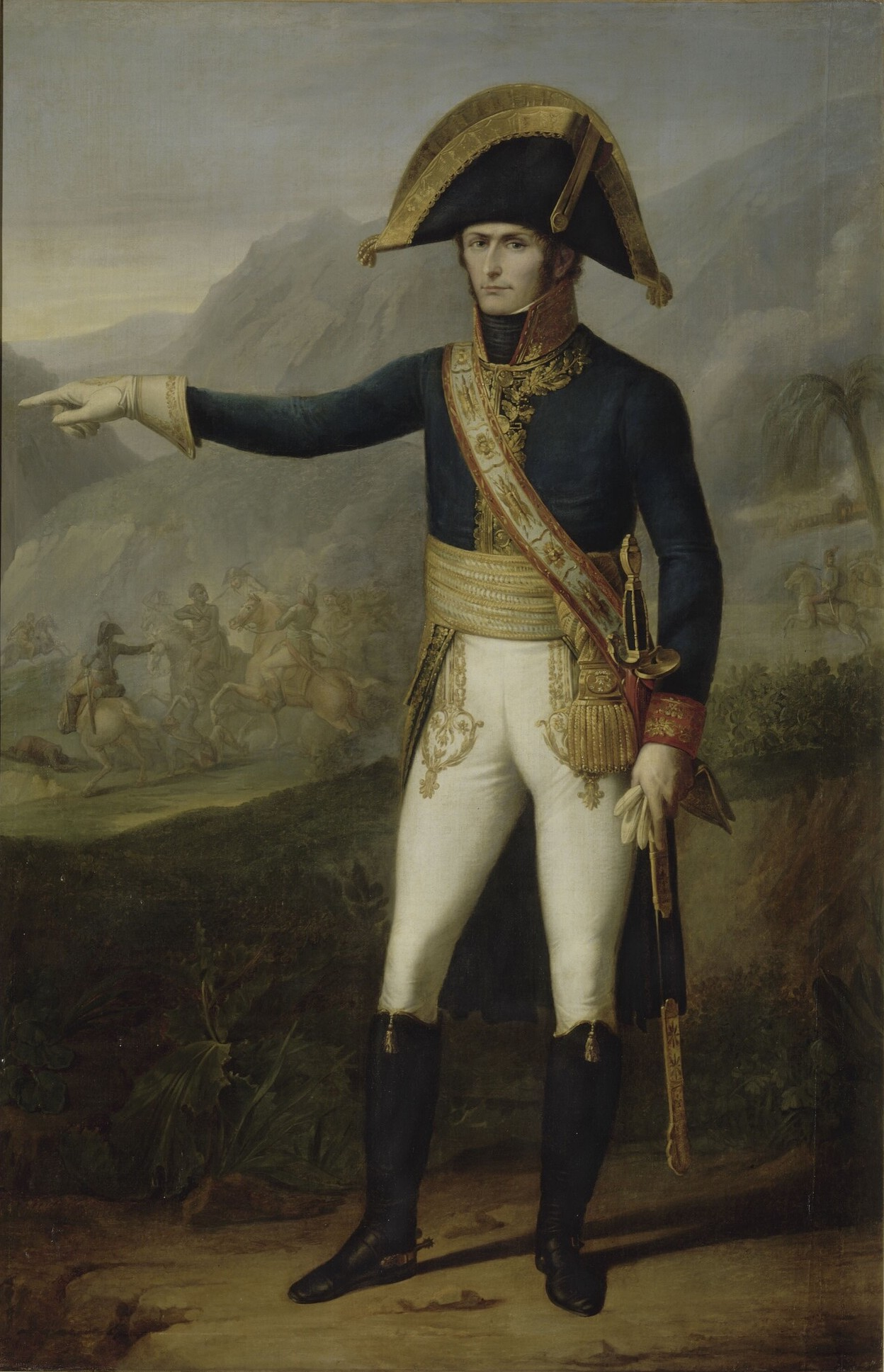
Charles Victor Emmanuel Leclerc, général en chef de l’armée de Saint-Domingue (1772-1802) ; musée national des châteaux de Versailles et de Trianon.
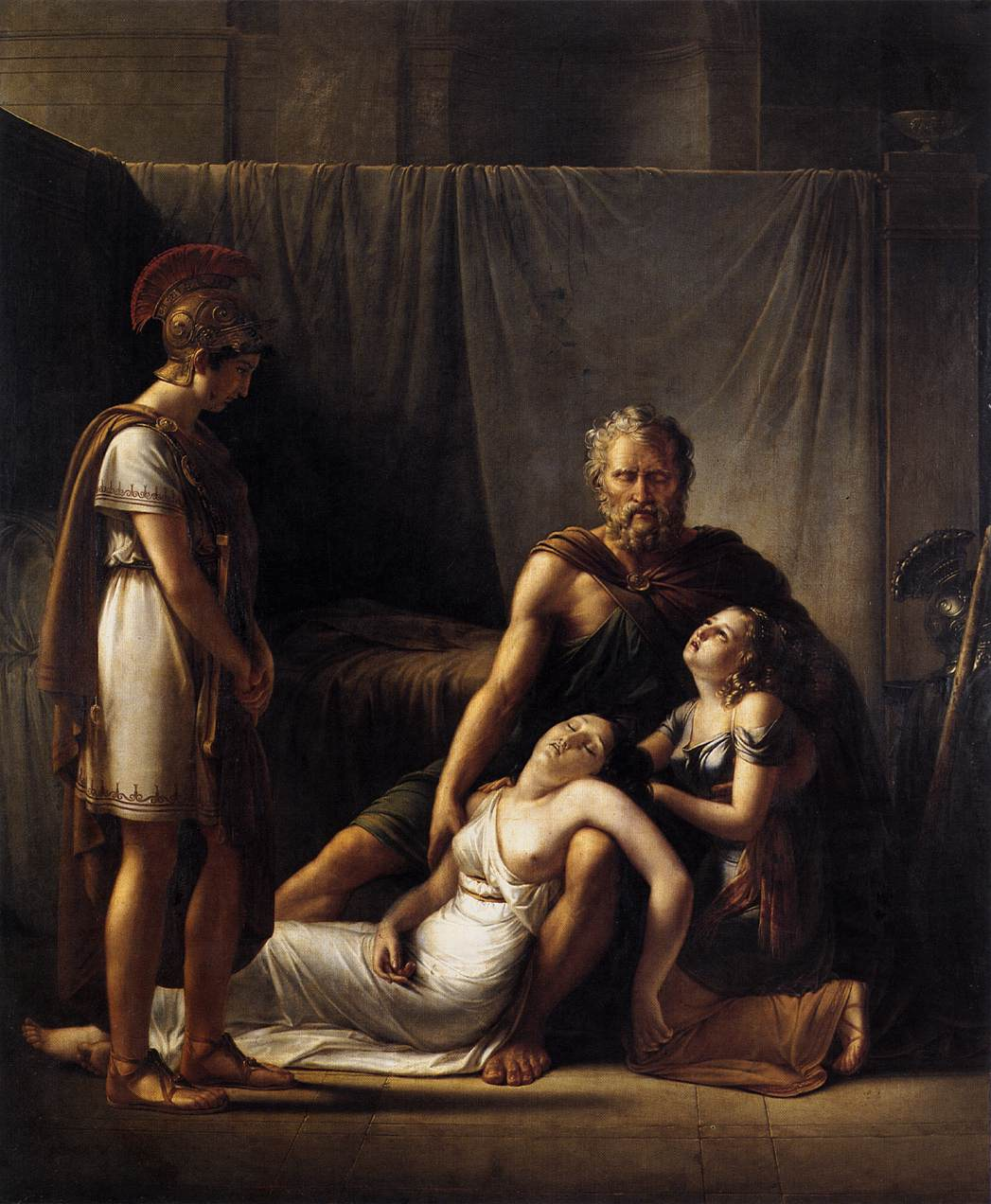
La Mort de la femme de Bélisaire, musée des Beaux-Arts de Bruges.
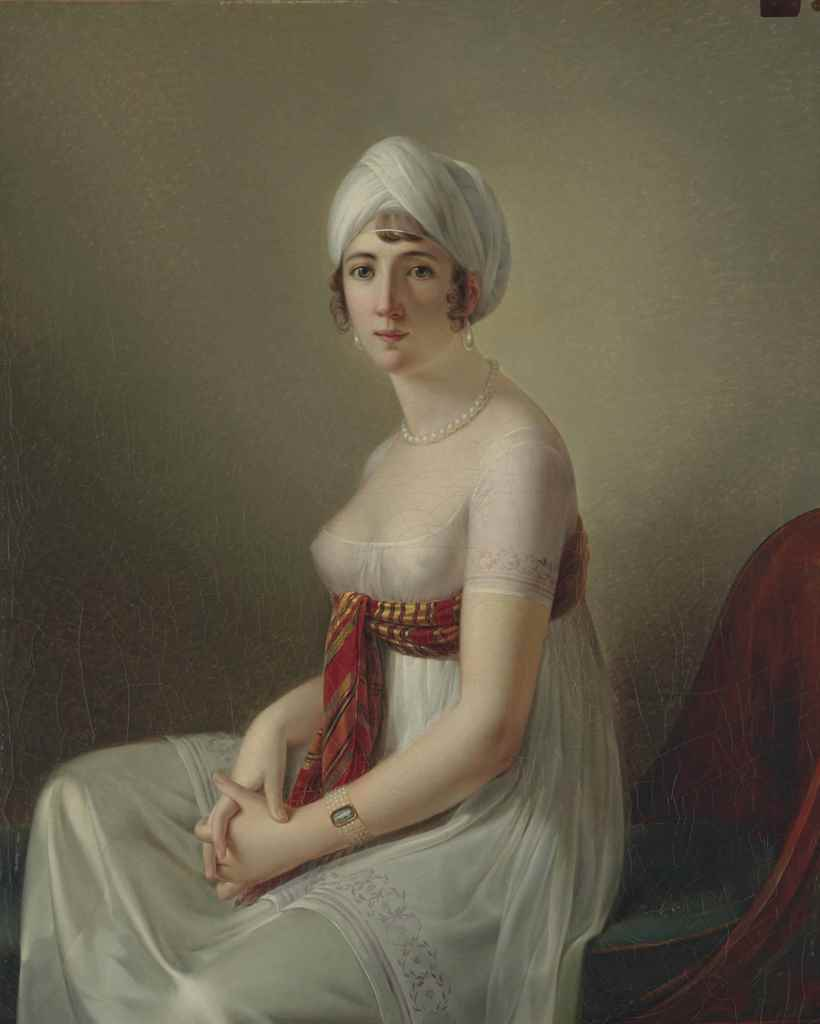
Portrait de l'épouse de l'artiste, Augustine Sophie Le Prince, vers 1802
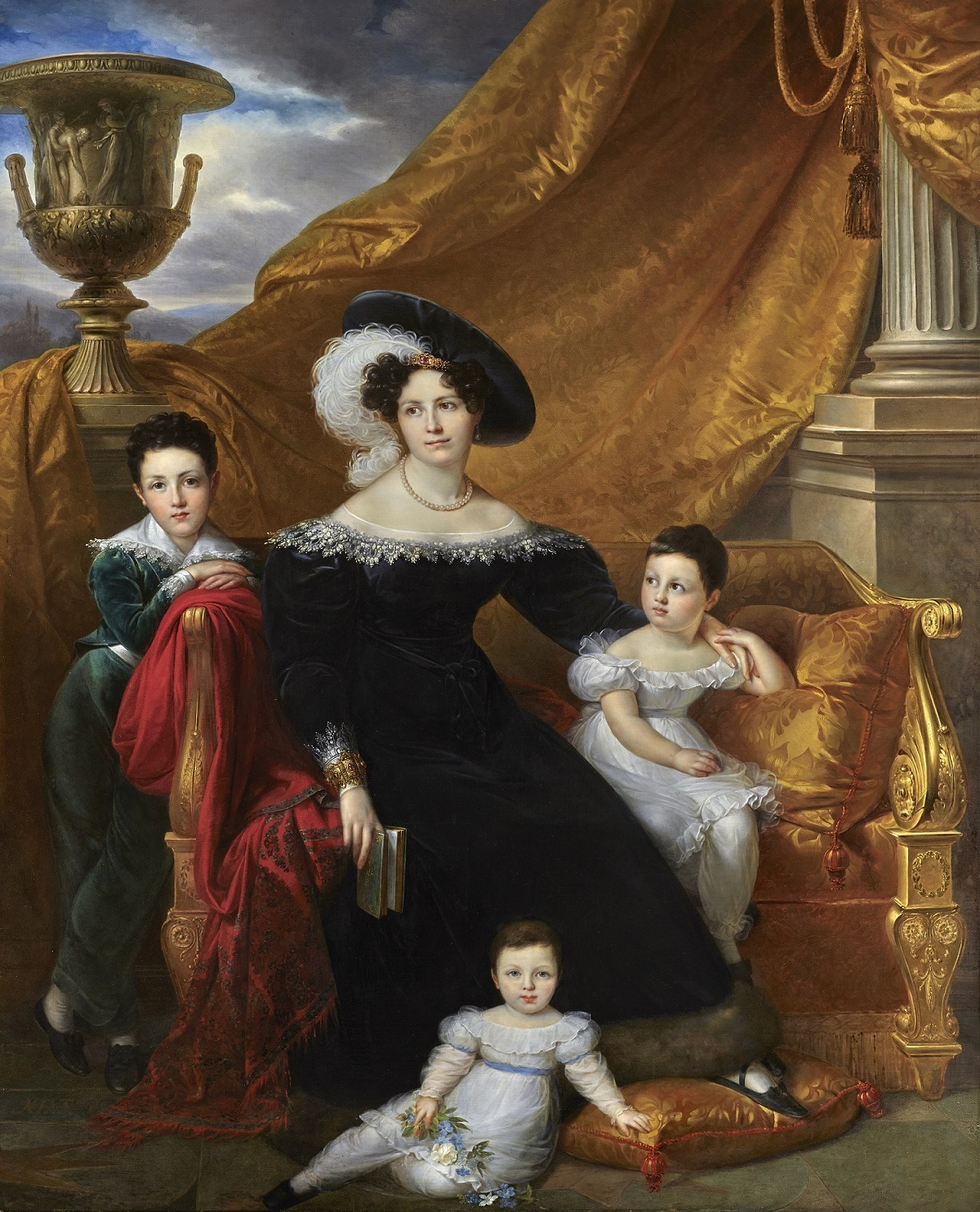
Portrait de Céline Chagot de Fays, marquise Amelot de Chaillou et ses enfants, 1827

## Littérature
- Paul Marmottan, L’École française de peinture : 1789-1830, Paris, H. Laurens, 1886, 470 p. (lire en ligne), p. 410-2.
- (en) « Artists & makers' Bios Kinson, Francois », sur mirgallery.com (consulté le 24 février 2010)
- Charles CARTON, Ferdinand VANDEPUTTE e. a., Biographies des hommes remarquables de la Flandre occidentale, Brugge, 1847
- M. HEINS, François Kinsoen, in: Biographie nationale de Belgique, T. X, 1888-1889, 777-778.
- Henri PAUWELS, Groeningemuseum Brugge, Catalogus, Brugge, 1960.
- Om en rond het neoclassicisme in België, 1770-1830, tentoonstellingscatalogus, Brussel, 1986
- M.A. MEEUWS, Bijdrage tot de studie van het oeuvre van Frans Jozef Kinsoen, neoclassicistisch portretschilder, licentiaatsverhandeling (onuitgegeven), VUB, 1988.
- Lexicon van West-Vlaamse beeldende kunstenaars, Deel I, 1992.
- Dominiek DENDOOVEN, De Brugse academie in de achttiende eeuw, licentiaatsverhandeling (onuitgegeven), VUB, 1994.
- Martial GUEDRON, Suvée, Odevaere, Kinsoen et Ducq: quatre peintres brugeois à Paris au temps du néo-classicisme, in: Jaarboek Stedelijke Musea, Brugge, 1995-1996.
- Dominique VAUTIER, François-Joseph Kinsoen, in: The Dictionary of Art, Volume 18, Grove, Londen, 1996.
- Bénézit Dictionary of Artists, Vol 7, Gründ, Parijs, 2006.
- Andries VAN DEN ABEELE, De Club van de Belgen in Parijs onder Napoleon, in: Le Livre et l’Estampe, 2008, blz. 117-153.
- Daniël DE CLERCK, Een late hulde aan François Joseph Kinsoen, in: Brugs Ommeland, 2009.
- Daniël DE CLERCK, Waar is het borstbeeld van Franciscus Kinsoen gebleven?, in: Brugs Ommeland, 2017.
- Daniël De Clerck, Ode aan de vrouw van Frans-Jozef Kinsoen, in: Brugs Ommeland, 2018.
- Daniël DE CLERCK, Frans Kinsoen in miniatuur?, in: Brugs Ommeland, 2018.
- Daniël DE CLERCK, Wie is dat mysterieuze 'Kinsoen-meisje' in de Brugse collectie?, in: Handelingen van het Genootschap voor geschiedenis te Brugge, 2018.